# Хилл, Джон
Джон Хилл (англ. John Hill, 1716 — 21 ноября 1775) — английский ботаник, миколог, фармаколог, врач, геолог и писатель
.

## Биография
Джон Хилл родился в 1716 году. Возможно также, что он родился в 1714 году.
Первой литературной публикацией Джона Хилла был перевод History of Stones Теофраста (1746). Джон Хилл был редактором британского журнала (1746—1750). Он также писал романы, пьесы и научные работы. С 1759 по 1775 год Джон Хилл писал большое исследование по ботанике — The Vegetable System (26 vols fol.), за которую он был награждён титулом Сэра. Хилл внёс значительный вклад в ботанику, описав множество видов растений. Он вёл переписку с выдающимся шведским учёным Карлом Линнеем. Его переписка с Линнеем длилась с 21 ноября 1757 года до 1 марта 1774 года.
Джон Хилл умер 21 ноября 1775 года.

## Научная деятельность
Из семидесяти шести отдельных работ, с которыми Джон Хилл вошёл в Национальный биографический словарь, самыми ценными считаются его научные работы по ботанике. Джон Хилл специализировался на водорослях, папоротниковидных, семенных растениях и на микологии.

## Научные работы по ботанике
- The useful family herbal. (1755)
- Thoughts concerning God and Nature. (1755)
- The British Herbal. (1756—1757)
- Outlines of a System of vegetable generation. (1758)
- The virtues of honey in preventing many of the worst disorders. (1759)
- The Vegetable System (26 volumes). (1759—1775)
- The construction of timber from its early growth. (1770)
- Virtues of British herbs. (1771)

## Публикации по литературе
- Хилл, Джон (1750), Lucine sine concubitu: a letter addressed to the Royal Society.
- Хилл, Джон (1750), A Dissertation on Royal Societies.
- Хилл, Джон (1751), Review of the Works of the Royal Society of London.
- Хилл, Джон (1751), The Oeconomy of Human Life.
- Хилл, Джон (1751—1753), The Inspector [daily column], London Advertiser and Literary Gazette.
- Хилл, Джон (1752), The Impertinent.
- Хилл, Джон (1752), Letters from the Inspector to a Lady with the genuine Answers.
- Хилл, Джон (1753), [various articles], Cyclopaedia, or an Universal Dictionary of Arts and Sciences.